# Sällskapet barnavård

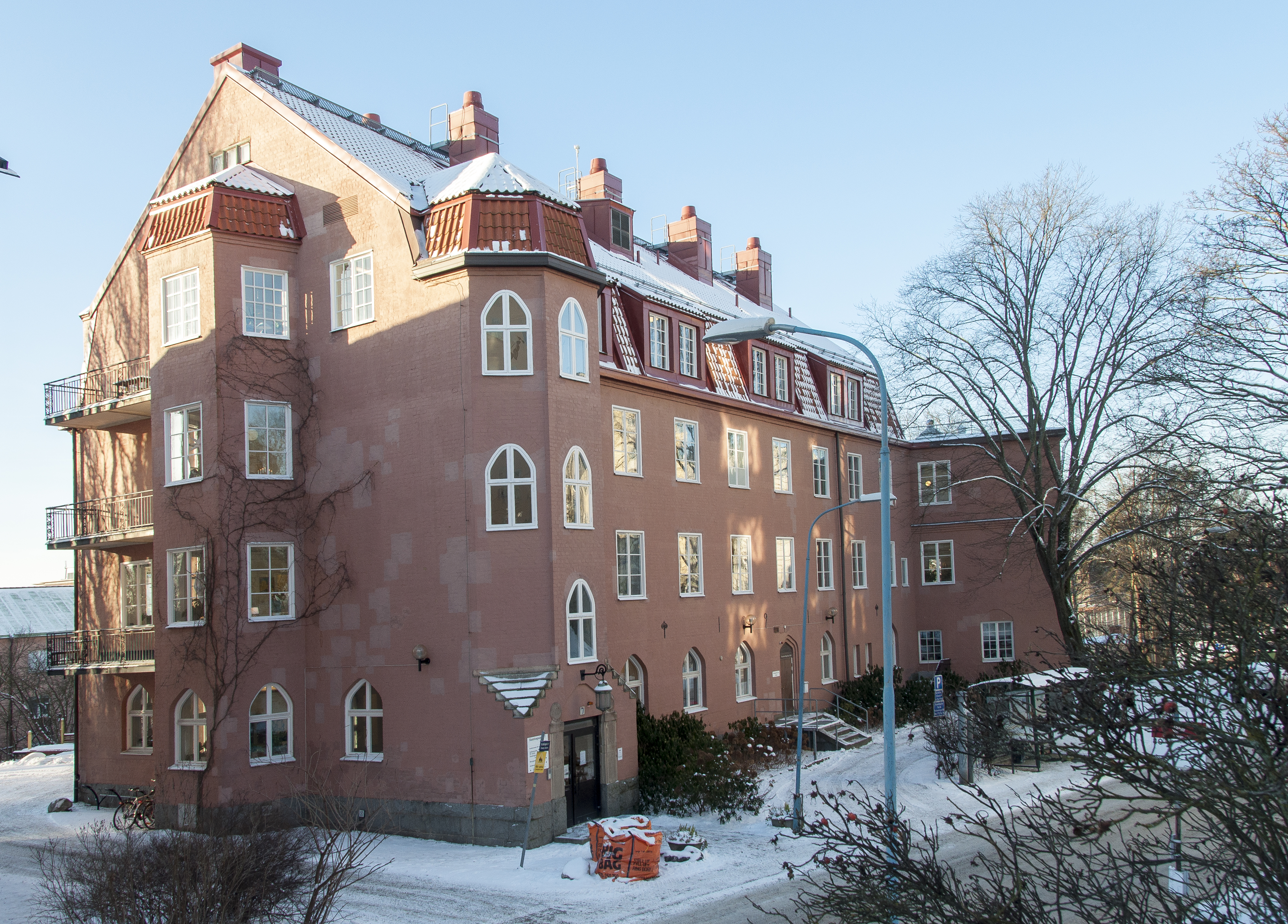
Sällskapet Barnavårds hus i Stadshagen (baksida).

Sällskapet barnavård är en organisation grundad 1900 vars syfte är att vidga intresset för och kunskapen om barns vård och uppfostran. Mellan 1901 och 1964 drev man utbildningsverksamhet och spädbarnshem i Stockholm. Därefter har man främst arbetat med att dela ut pengar ur organisationens fonder.

## Historik
Sällskapet Barnavård bildades 5 februari 1900. Det hade föregåtts av ett möte ordnat år 1899 av Fredrika-Bremer-Förbundet, där behovet av teoretiskt och praktiskt utbildade barnavårdarinnor tagits upp. Sällskapets ändamål var att utbilda barnavårdarinnor i spädbarnsvård för senare anställning i familj, samt att ta emot spädbarn från fattiga hem som inte kunde tas om hand av föräldrarna. Med 13.000 kr i skänkta bidrag startades verksamheten i en fyrarummare på Folkungagatan på Södermalm år 1901, där sex barn togs om hand av fyra elever och en anställd sjuksköterska.
Året därpå flyttade man till Brännkyrkagatan för att 1906 disponera större lokaler på Hornsgatan varvid verksamheten kunde utökas. 1911 uppgick antalet barn till 30 och elevantalet till 20. Stockholms stadsfullmäktige upplät en tomt i Stadshagen på Kungsholmen till sällskapet, och genom gåvor och donationer kunde byggkassan säkras. 1915 började resandet av ett fyravåningshus enligt arkitekten Rudolf Arborelius ritningar. Det stod inflyttningsklart år 1916.
Kurstiden varade i fyra månader där eleverna sysselsattes med praktiskt arbete med barnen samt tvättning, matlagning och sömnad, varvat med teori i form av föreläsningar. Det var till att börja med en mycket eftertraktad utbildning, då den inte fanns någon annanstans, och platserna var ofta tingade ett år i förväg. Eleverna kom från hela landet, men även från de övriga Nordiska länderna. Både barn och elever samt flera anställda bodde i huset.
I samband med att verksamheten med undervisning och spädbarnsvård upphörde 1964 tog Stockholms stad över huset. Det förvaltas idag av Landstinget. Sällskapet Barnavård lever vidare och delar ut pengar ur sina fonder.

## Historiska bilder

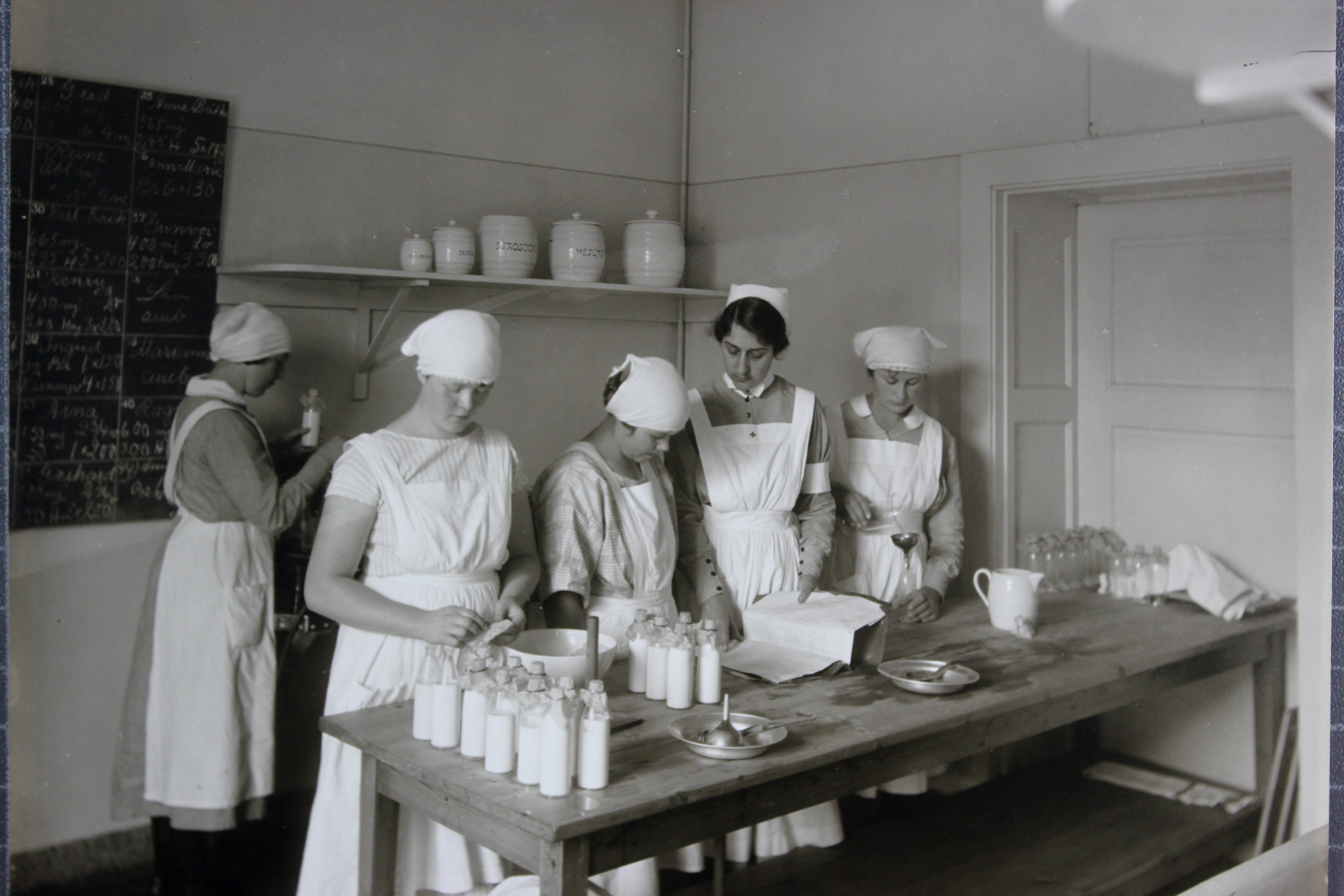
Tillredning av mjölkblandning
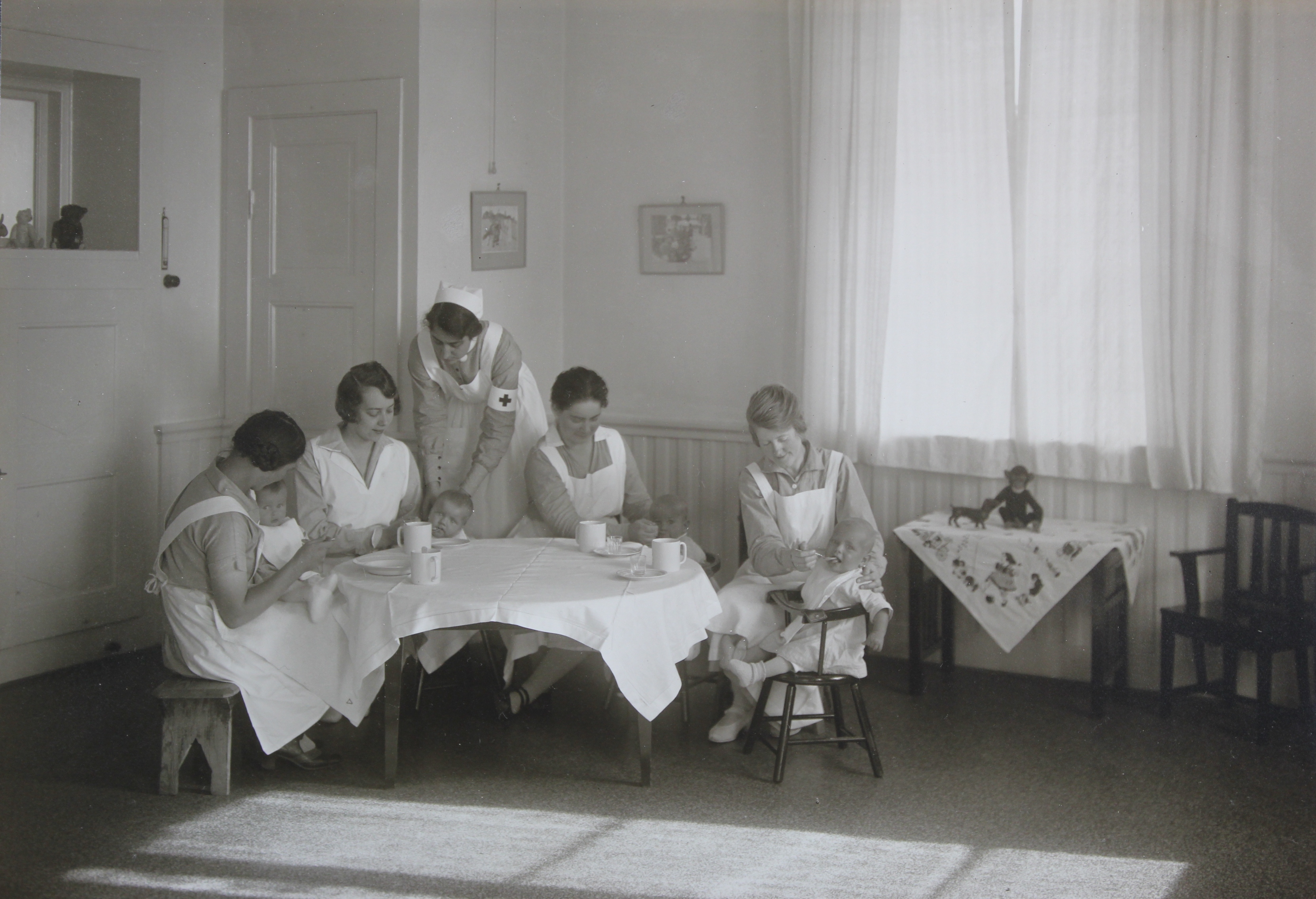
Måltid för småbarnen
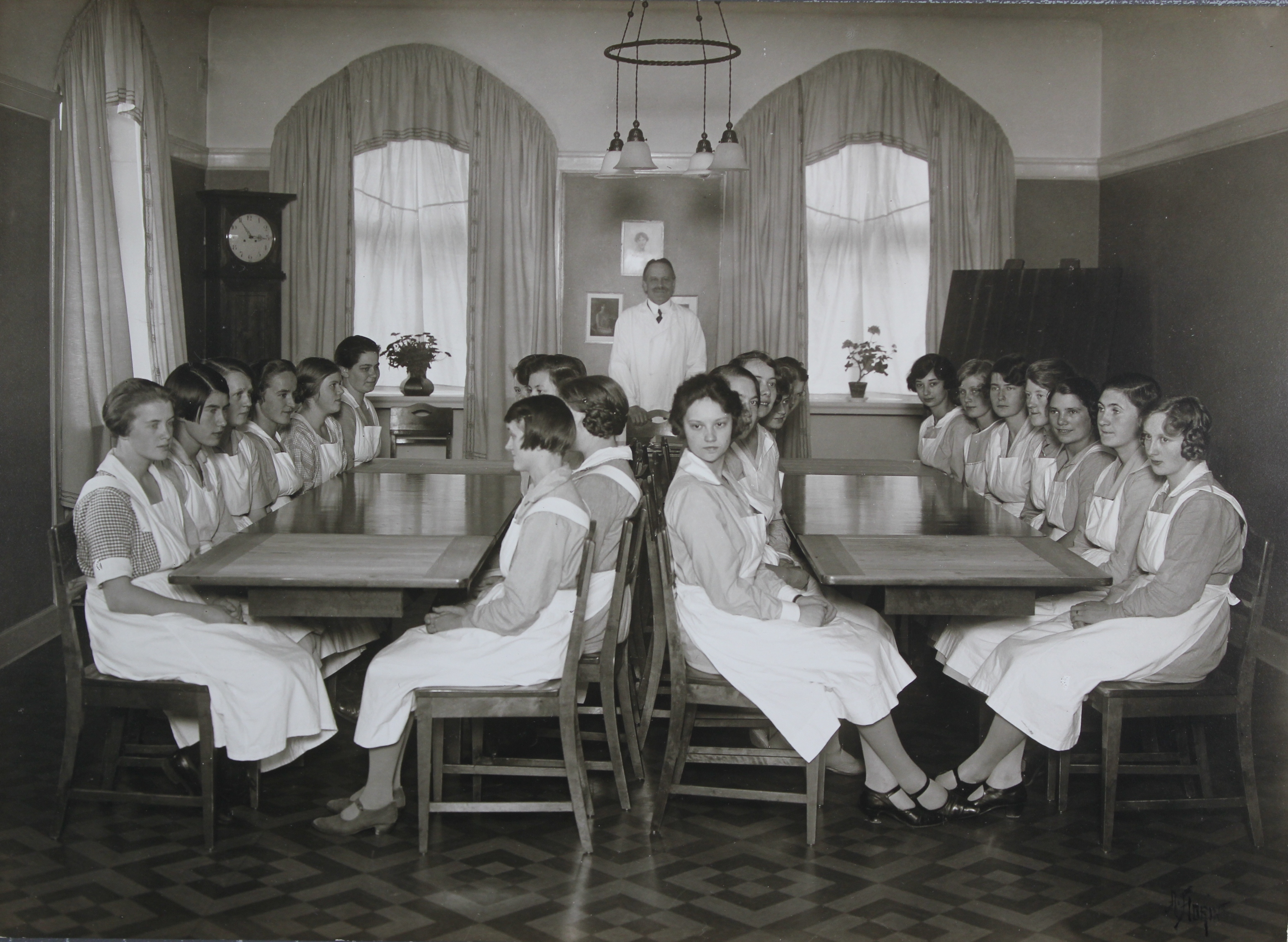
Lektion ledd av Dr. Arthur Furstenberg
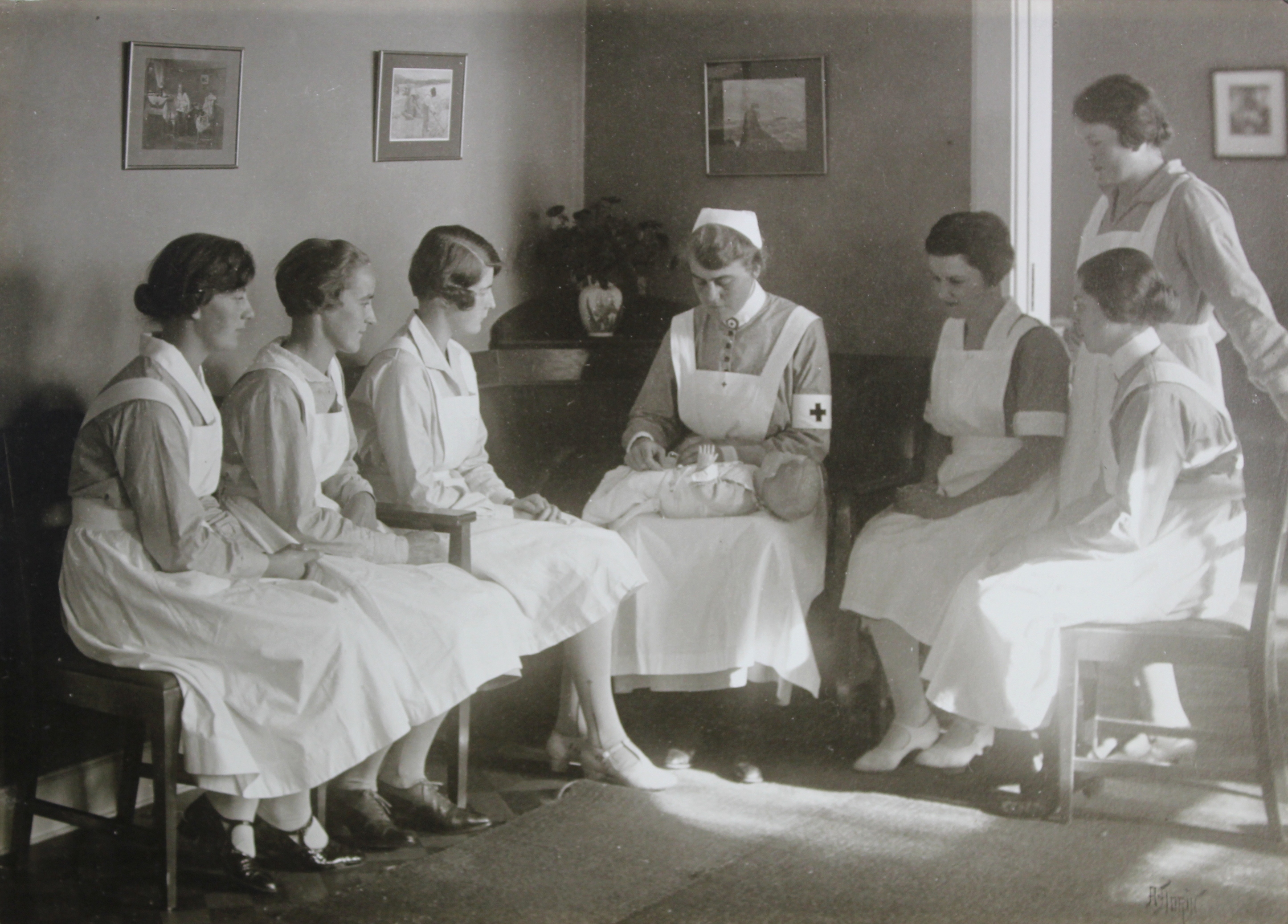
Utbildning i spädbarnsvård
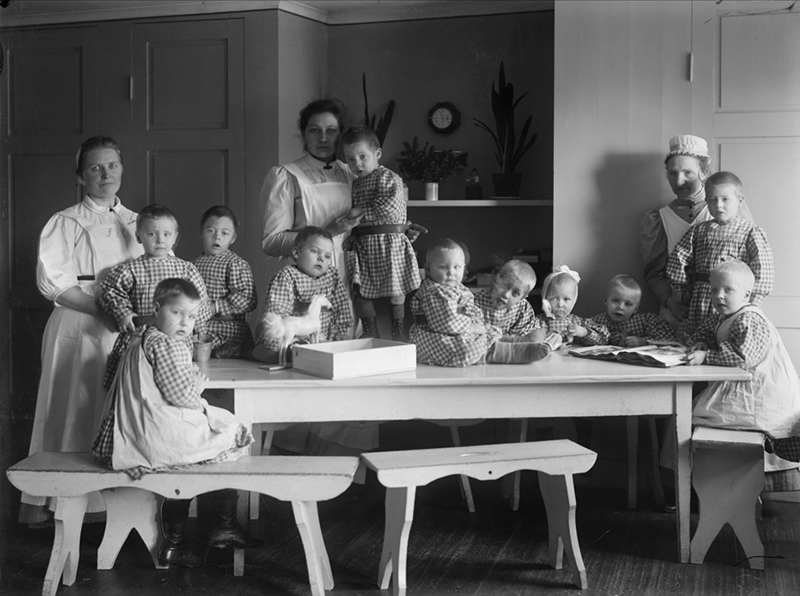
Sällskapet Barnavård, Kungsholmen, ca 1900–1915